# Гері Найлунд
Гері Найлунд (англ. Gary Nylund, нар. 28 жовтня 1963, Суррей) — колишній канадський хокеїст, що грав на позиції захисника. Грав за збірну команду Канади.
Провів понад 600 матчів у Національній хокейній лізі. 

## Ігрова кар'єра
Хокейну кар'єру розпочав 1978 року.
1982 року був обраний на драфті НХЛ під 3-м загальним номером командою «Торонто Мейпл-Ліфс». 
Протягом професійної клубної ігрової кар'єри, що тривала 12 років, захищав кольори команд «Торонто Мейпл-Ліфс», «Чикаго Блекгокс» та «Нью-Йорк Айлендерс».
Загалом провів 632 матчі в НХЛ, включаючи 24 гри плей-оф Кубка Стенлі.
Виступав за збірну Канади.

## Статистика
| Сезон        | Клуб                         | Ліга         | Регулярний сезон    | Регулярний сезон    | Регулярний сезон    | Регулярний сезон    | Регулярний сезон    | Плей-оф             | Плей-оф             | Плей-оф             | Плей-оф             | Плей-оф             |                     |
| Сезон        | Клуб                         | Ліга         | І                   | Г                   | П                   | О                   | ШХ                  | І                   | Г                   | П                   | О                   | ШХ                  |                     |
| ------------ | ---------------------------- | ------------ | ------------------- | ------------------- | ------------------- | ------------------- | ------------------- | ------------------- | ------------------- | ------------------- | ------------------- | ------------------- | ------------------- |
| 1978-79      | «Дельта Санз»                | ХЛБК         | Статистика відсутня | Статистика відсутня | Статистика відсутня | Статистика відсутня | Статистика відсутня | Статистика відсутня | Статистика відсутня | Статистика відсутня | Статистика відсутня | Статистика відсутня | Статистика відсутня |
| 1978-79      | «Портленд Вінтер Гокс»       | ЗХЛ          | 2                   | 0                   | 0                   | 0                   | 0                   | —                   | —                   | —                   | —                   | —                   |                     |
| 1979-80      | «Портленд Вінтер Гокс»       | ЗХЛ          | 72                  | 5                   | 21                  | 26                  | 59                  | 8                   | 0                   | 1                   | 1                   | 2                   |                     |
| 1980-81      | «Портленд Вінтер Гокс»       | ЗХЛ          | 70                  | 6                   | 40                  | 46                  | 186                 | 9                   | 1                   | 7                   | 8                   | 17                  |                     |
| 1981-82      | «Портленд Вінтер Гокс»       | ЗХЛ          | 65                  | 7                   | 59                  | 66                  | 267                 | 15                  | 3                   | 16                  | 19                  | 74                  |                     |
| 1982–83      | «Торонто Мейпл-Ліфс»         | НХЛ          | 16                  | 0                   | 3                   | 3                   | 16                  | —                   | —                   | —                   | —                   | —                   |                     |
| 1983–84      | «Торонто Мейпл-Ліфс»         | НХЛ          | 47                  | 2                   | 14                  | 16                  | 103                 | —                   | —                   | —                   | —                   | —                   |                     |
| 1984–85      | «Торонто Мейпл-Ліфс»         | НХЛ          | 76                  | 3                   | 17                  | 20                  | 99                  | —                   | —                   | —                   | —                   | —                   |                     |
| 1985–86      | «Торонто Мейпл-Ліфс»         | НХЛ          | 79                  | 2                   | 16                  | 18                  | 180                 | 10                  | 0                   | 2                   | 2                   | 25                  |                     |
| 1986–87      | «Чикаго Блекгокс»            | НХЛ          | 80                  | 7                   | 20                  | 27                  | 190                 | 4                   | 0                   | 2                   | 2                   | 11                  |                     |
| 1987–88      | «Чикаго Блекгокс»            | НХЛ          | 76                  | 4                   | 15                  | 19                  | 208                 | 5                   | 0                   | 0                   | 0                   | 10                  |                     |
| 1988–89      | «Чикаго Блекгокс»            | НХЛ          | 23                  | 3                   | 2                   | 5                   | 63                  | —                   | —                   | —                   | —                   | —                   |                     |
| 1988–89      | «Нью-Йорк Айлендерс»         | НХЛ          | 46                  | 4                   | 8                   | 12                  | 74                  | —                   | —                   | —                   | —                   | —                   |                     |
| 1989–90      | «Нью-Йорк Айлендерс»         | НХЛ          | 64                  | 4                   | 21                  | 25                  | 144                 | 5                   | 0                   | 2                   | 2                   | 17                  |                     |
| 1990–91      | «Нью-Йорк Айлендерс»         | НХЛ          | 72                  | 2                   | 21                  | 23                  | 105                 | —                   | —                   | —                   | —                   | —                   |                     |
| 1991–92      | «Кепітал Дістрікт Айлендерс» | АХЛ          | 4                   | 0                   | 0                   | 0                   | 0                   | —                   | —                   | —                   | —                   | —                   |                     |
| 1991–92      | «Нью-Йорк Айлендерс»         | НХЛ          | 7                   | 0                   | 1                   | 1                   | 10                  | —                   | —                   | —                   | —                   | —                   |                     |
| 1992–93      | «Кепітал Дістрікт Айлендерс» | АХЛ          | 2                   | 0                   | 0                   | 0                   | 0                   | —                   | —                   | —                   | —                   | —                   |                     |
| 1992–93      | «Нью-Йорк Айлендерс»         | НХЛ          | 22                  | 1                   | 1                   | 2                   | 43                  | —                   | —                   | —                   | —                   | —                   |                     |
| Усього в НХЛ | Усього в НХЛ                 | Усього в НХЛ | 608                 | 32                  | 139                 | 171                 | 1235                | 24                  | 0                   | 6                   | 6                   | 63                  |                     |
| Усього в ЗХЛ | Усього в ЗХЛ                 | Усього в ЗХЛ | 209                 | 18                  | 120                 | 138                 | 512                 | 32                  | 4                   | 24                  | 28                  | 93                  |                     |
| Усього в АХЛ | Усього в АХЛ                 | Усього в АХЛ | 6                   | 0                   | 0                   | 0                   | 0                   | 0                   | 0                   | 0                   | 0                   | 0                   |                     |